# Kunlun (köping i Kina, Guangxi)
Kunlun (kinesiska: 昆仑镇, 昆仑) är en köping i Kina. Den ligger i den autonoma regionen Guangxi, i den södra delen av landet, omkring 46 kilometer nordost om regionhuvudstaden Nanning. Antalet invånare är 17238. Befolkningen består av 8 124 kvinnor och 9 114 män. Barn under 15 år utgör 21,0 %, vuxna 15-64 år 65 %, och äldre över 65 år 12,0 %.
Genomsnittlig årsnederbörd är 1 879 millimeter. Den regnigaste månaden är juli, med i genomsnitt 309 mm nederbörd, och den torraste är februari, med 37 mm nederbörd.